# Sobrecapa

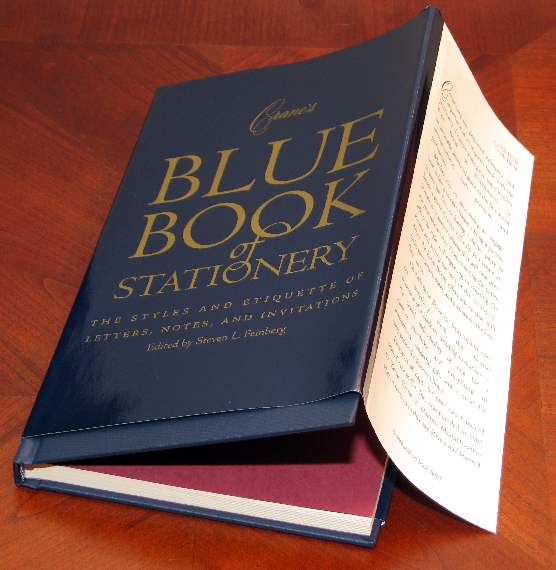
Uma sobrecapa.

Uma sobrecapa trata-se de de uma cobertura que reveste e protege a capa de um livro. Esta cobertura comummente carrega gravuras, o nome da obra e o nome do autor. Elas tem orelhas que as seguram ao livro e que podem ser usadas como um marca-livros.